# キア・シード
シード (cee'd) とは、韓国のKIAが欧州で発売している欧州Cセグメントクラスの小型乗用車である。

## 初代 (2006-2012年)
2006年春のジュネーヴモーターショーで5ドアハッチバックのコンセプトカーとして出展された。その後、秋のパリサロンで5ドアハッチバックおよびステーションワゴンの市販モデルが発表され、同年末より欧州で発売開始した。生産は起亜初の欧州生産拠点であるスロバキア・ジリナ工場で行われる。開発時のコード名は「ED」。欧州のデザインセンターでデザインされた。現状では欧州専用車であり、韓国やその他の地域では販売されていない。
シードはCセグメントに分類され、プラットフォームはヒュンダイ・エラントラ（HD型）と共通のものを使用している。ボディタイプは5ドアハッチバック/ステーションワゴンがラインナップされている。また、3ドアハッチバック「プロシード」 (Pro-cee'd) が2008年1月から発売が開始された。シードの設計を元に作られたのが、親会社の現代自動車のi30である。i30はシードとは違い、韓国市場でも販売されている。
エンジンは1.6L・2.0Lの直列4気筒ガソリンエンジンと1.6L・2.0Lのディーゼルターボ直4がラインナップされている。ミッションは5速/6速MTと4速AT。
安全性においてはABS、ESP、エアバッグ、むち打ち防止ヘッドレストなどを装備し、ユーロNCAP5つ星の評価を受けている。
シードは発売後に高い評価を受け、2008年度ヨーロッパ・カー・オブ・ザ・イヤーでは第4位を獲得した。

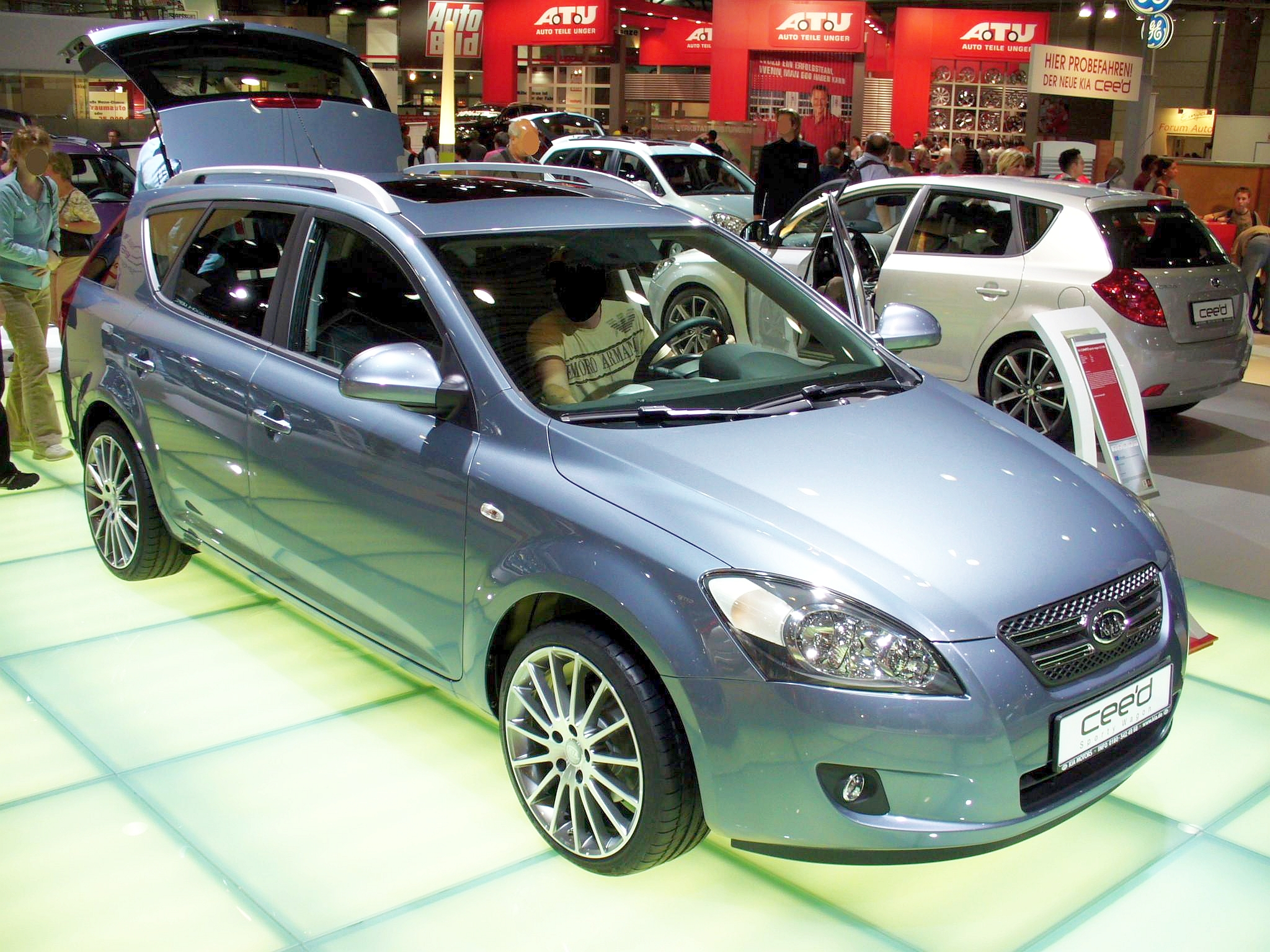
スポーツパッケージ
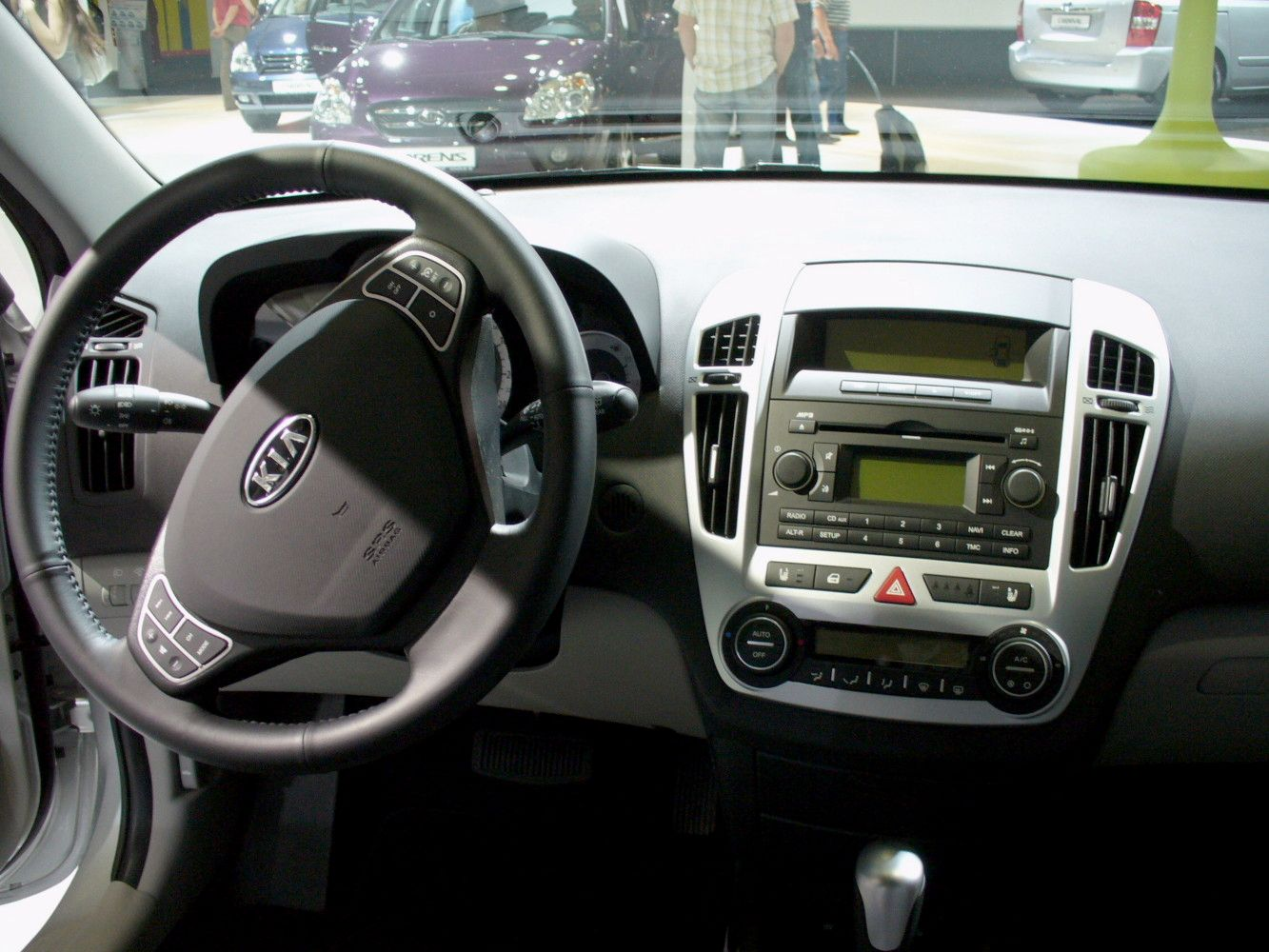
インテリア

## 2代目 (2012-2018年)
2012年3月、ジュネーブモーターショーにて実車が初公開された。

## 3代目 (2018年-)
2018年3月、ジュネーブモーターショーにて実車が初公開された。

## 名称の由来
シード (英語: cee'd/CEED) - Community of Europe, with European Design (ヨーロッパ共同体、ヨーロッパのデザイン)。